# 金岡優人
金岡 優人（かなおか ゆうと、1994年3月20日 - ）は、神奈川県横須賀市出身のミュージシャン、シンガーソングライター、作詞家。
神奈川県立追浜高等学校、専門学校横浜ミュージックスクール出身。

## 来歴
幼少の頃から歌う事が好きでCDを聴くときはハモリパートばかりを追っていた。中学生の頃に英語の授業で見たビートルズに憧れギターを始める。神奈川県立追浜高等学校に入学し、作詞作曲を始めると「誰かに聴いてもらいたい」気持ちが高まり、地元である横須賀中央駅前の路上で1人で歌うようになる。
その後、専門学校横浜ミュージックスクールに入学し、様々なオーディションで賞を受賞。在学中より、講師であるキーボーディストのD.I.Eに声をかけられ、横浜日ノ出町のライブハウス横浜 CLUB SENSATIONで開催されたジョンレノントリビュートライブに参加。鈴木亨明、田中裕千、清水一雄、冨田麗香らと共演。同イベントにはその後毎年出演している。その後も、ソロライブやセッション等様々なライブにゲストボーカルとして出演。

2018年12月19日、DEENの元メンバーであるギタリストの田川伸治の14年ぶりのソロアルバム『Singer』の12曲目に収録されている楽曲、「Kickin' Back 〜昨日よりもっと輝けるように〜 feat.金岡優人」に作詞・歌唱で参加し、全国CDリリースされる。
2019年11月１日に発表された、YouTuberのPrincessひめちゃんねるのテーマソング『まほうのせかい』に歌唱で参加。作曲はヨシダタクミ氏、作詞は”ヨシダタクミ＆ひめちゃん” となっている。
2019年12月11日、目黒BLUES ALLEY JAPANで開催された、「田川伸治 CHRISTMAS LIVE 2019」にゲストボーカルとして参加。
2020年4月15日、田川伸治氏の前作から約1年4ヶ月ぶりのアルバム『TWENTY TO LOVE』の12曲目に収録されている楽曲「WITH PRAYER  feat. 金岡優人」に再び作詞・歌唱で参加。全国リリースされることが発表されている。

現在はソロのミュージシャンとしてだけではなく、母校の先輩にあたるキーボーディストの藤原泰斗とのユニット「Snow flake」や自身がボーカルを務めるバンド「BeautiFLY's」としても活動中。
また、母校である専門学校横浜ミュージックスクールで講師も務めている。

## ディスコグラフィー
・2018年12月19日　田川伸治 Album『Singer』(BAUER RECORDS) 品番：DLCR-18122
　12曲目収録『Kickin’Back ～昨日よりもっと輝けるように～ feat.金岡優人』作詞:金岡優人/作曲:田川伸治
・2020年4月15日　田川伸治 Album『TWENTY TO LOVE』(BAUER RECORDS) 品番：DLCR-20041
　12曲目収録『WITH PRAYER feat. 金岡優人』作詞:金岡優人/作曲:田川伸治